# Liste d'élections en 1805
Chronologie des élections
- 1801
- 1802
- 1803
- 1804
- 1805
- 1806
- 1807
- 1808
- 1809

Cet article recense les élections organisées durant l'année 1805.

## Élections nationales en 1805
| Date                        | État       | Élection ou référendum                    | Contexte | Résultat |
| --------------------------- | ---------- | ----------------------------------------- | -------- | --- |
| 24 avril 1804 - 5 août 1805 | États-Unis | Législatives (chambre (en) et sénat (en)) |          | Les républicains-démocrates conservent la majorité absolue des sièges aux deux chambres du Congrès.           |
| 9 - 16 avril                | Pays-Bas   | Référendum constitutionnel (en)           |          | Cette section est vide, insuffisamment détaillée ou incomplète. Votre aide est la bienvenue ! Comment faire ? |